# Kathleen Willsher
Kathleen Willsher, kryptonim Ellie – radziecki szpieg w Kanadzie.
Ukończyła London School of Economics, po czym rozpoczęła pracę jako zastępca archiwisty w kanadyjskim urzędzie brytyjskiego Wysokiego Komisarza. Była aktywistką partii komunistycznej. Uzyskane informacje przekazywała radzieckiej siatce szpiegowskiej. 
Została ujawniona przez Igora Guzenko i 15 lutego 1946 aresztowana, po czym 3 maja tegoż roku osądzona - otrzymała karę 3 lat więzienia.